# Chonetes
Chonetes is een geslacht van uitgestorven brachiopoden, dat voorkwam van het Midden-Siluur tot het Perm.

## Beschrijving
Deze een tot 2,25 centimeter lange articulate brachiopode kenmerkt zich door de halfcirkelvormige schelp met een lang slot, dat uitloopt in twee vleugels, met onduidelijke tanden en groeven aan de binnenkant. De bolle steelklep bevat centraal een dun septum en opvallende tweelobbige spierafdrukken. Ook de vlakke tot licht holle armklep bevat een middenseptum en spieraanhechtingen beiderzijds. Beide kleppen zijn bezaaid met putjes en ribben, terwijl zich langs de achterrand van de smalle interarea (het klepdeel tussen wervel en slot) korte stekels bevinden.

## Soorten
- C. baragwanathi † Gill 1949
- C. chamishkjensis † Licharew 1937
- C. chaoi † Licharew 1937
- C. compressa † Waagen 1884
- C. concentricus † Davidson 1863
- C. deliciasensis † King 1931
- C. flemingi † Norwood & Pratten 1855
- C. foedus † Talent 1963
- C. foshagi † Cooper 1953
- C. glabra † Geinitz 1866
- C. mesoloba † Norwood & Pratten 1855
- C. moelleri † Tschernyschew 1902
- C. monosensis † Cooper 1953
- C. obtusa † Schellwien 1892
- C. pinegensis † Kulikov 2000
- C. posturalicus † Ustritsky 1963
- C. pygmoideus † Cooper 1957
- C. rarispina † Schellwien 1892
- C. semiovalis † Waagen 1884
- C. sinuatus † Krotow 1885
- C. squama † Waagen 1884
- C. suavis † Talent 1963
- C. timanica † Tschernyschew 1902
- C. variolaris † Keyserling 1846